# Campeonato Paulista de Futebol de 1911
O Campeonato da Liga Paulista Foot-Ball de 1911 foi a 10.ª edição da competição entre clubes de futebol paulistanos filiados à LPF. É reconhecido oficialmente pela Federação Paulista de Futebol como a décima edição do Campeonato Paulista de Futebol.
Disputado entre 3 de maio e 29 de outubro, contou com a participação de seis equipes. O São Paulo Athletic conquistou o título, o quarto de sua história e o primeiro em sete temporadas.
Após uma derrota por 4–3 diante do Germânia, a Athletica das Palmeiras abandonou o torneio e a própria liga, acusando supostas irregularidades durante esse prélio. A equipe da Chácara da Floresta só retornou aos gramados com a formação da Associação Paulista de Esportes Atléticos, em 1913.
Como na edição anterior, a média de gols se manteve alta no torneio de 1911, com 109 gols marcados em 24 jogos (uma média de 4,54 por partida).

## História
Embora o Internacional estivesse impedido de competir, a LPF permitiu que vários jogadores se transferissem temporariamente para outras equipes da liga. O Paulistano reforçou-se com Léo Bellegarde, Thomaz de Aquino, Orlando Leite, João Facchini, Mario e Juvenal Prado. Já o Germânia acolheu os irmãos Francisco e José Vaz Porto.
O campeonato teve início em 3 de maio no campo do campo do Velódromo Paulistano, que recebeu 23 dos 24 jogos da liga naquela temporada. A então atual bicampeã da LPF, a Athletica das Palmeiras, goleou o Ypiranga por 6-1 Ypiranga. Uma segunda vitória na competição, onze dias depois, diante do Paulistano confirmava a condição de favorito da equipe da Chácara da Floresta. No entanto, na terceira partida, a Athletica sucumbiu diante do São Paulo Athletic, por 3-5. Aquela seria a segunda de uma sequência de quatro vitórias consecutivas do time dos ingleses, seu melhor desempenho desde o campeonato de 1904.
O campeonato transcorreu com aparente normalidade até a partida entre o Germânia e a Athlética das Palmeiras, marcada para 16 de julho. Para a Athlética, a vitória contra o adversário, que havia perdido suas quatro partidas anteriores, era fundamental para manter as chances de conquistar o tricampeonato da liga. Contudo, o time da colônia alemã em São Paulo surpreendeu com a escalação de dois jogadores recém-chegados da Europa, entre eles o alemão Wilhelm (Guilherme) Baumgartner, que, atuando pela extrema esquerda, compôs uma excelente dupla de ataque com um jovem talento Arthur Friedenreich. Próximo de uma inesperada derrota, a equipe da Athletica apelou para a violência em campo. Um atleta abandonou o campo com um ferimento na cabeça e dois outros foram expulsos. Incitados, torcedores invadiram o campo do Velódromo Paulista e os jogadores do Germânia, que vencia por 4-3, foram obrigados a se retirar do gramado e o juiz encerrou a partida.
Indignados com o revés que deixou a equipe mais distante do tricampeonato da liga, os representantes da Athletica das Palmeiras entraram com um recurso no conselho da LPF para anular aquela partida, acusando o Germânia de escalar Baumgartner em condição irregular, já que ele não teria completado o período mínimo de 30 dias de inscrição na liga por diferença de algumas horas. Acrescentaram que o árbitro que havia apitado o jogo, Hugo de Moraes, não estava registrado no quadro de juízes da entidade, que o campo havia sido invadido e o próprio juiz intimidado, e que o time do Germânia se retirou do jogo, o que se configuraria em razão o bastante para a sua desclassificação. Sobrou até para a diretoria da LPF, especialmente o major Luiz Fonseca (ligado ao Paulistano, maior rival da Athletica), acusado por não fazer cumprir rigorosamente os estatutos. Apesar dos argumentos, os conselheiros da liga confirmaram a validade da partida e, portanto, a vitória do Germânia. Inconformada com a decisão, a Athletica das Palmeiras repetiu sua atitude de cinco anos antes e abandonou repentinamente a LPF, desta vez para sempre.
Após a baixa, o torneio prosseguiu e o São Paulo Athletic chegou ao título depois de uma vitória sobre o Germânia por 2-0. Era o quarto título do primeiro campeão da LPF e detentor da "Taça Antonio Casimiro da Costa". Mas o campeão de 1911 não recebeu a "Taça Conde Penteado", que estava em posse transitória da Athletica das Palmeiras, vencedor dos dois campeonatos anteriores. O clube da Floresta jamais a devolveu, alegando que aquele troféu era seu por justiça, pois havia conquistado os títulos de 1910, 1909 e o 1906, que lhe fora tirado pela liga.
Em seu primeiro torneio após a transferência de sua sede de Santos para a capital paulista, o Americano chegou mais uma vez ao vice-campeonato, o quarto em cinco participações na liga. Seu elenco daquela temporada contou com o paulista Decio Viccari, que jogava no Botafogo carioca, os ingleses San Jones e Seddon e os irmãos uruguaios Juan Carlos e Augusto Bertone.

## Participantes
| Equipe                  | Cidade     | Fundação               | Participação | Títulos               |
| ----------------------- | ---------- | ---------------------- | ------------ | --------------------- |
| Americano               | São Paulo* | 21 de maio de 1903     | 4ª           | -                     |
| Athletica das Palmeiras | São Paulo  | 9 de novembro de 1902  | 5ª           | 2 (1909 e 1910)       |
| Germânia                | São Paulo  | 7 de setembro de 1899  | 10ª          | 1 (1906**)            |
| Paulistano              | São Paulo  | 29 de dezembro de 1900 | 10ª          | 2 (1905 e 1908)       |
| São Paulo Athletic      | São Paulo  | 13 de maio de 1888     | 10ª          | 3 (1902, 1903 e 1904) |
| Club Athletico Ypiranga | São Paulo  | 10 de julho de 1906    | 2ª           | -                     |

*Naquela temporada, o Americano transferiu sua sede de Santos para São Paulo.
**A Liga Paulista de Foot-Ball considerou o campeonato de 1906 sem vencedor, mas o título é reconhecido pela Federação Paulista de Futebol como do Germânia.

## Regulamento
Houve a manutenção da grande maioria das normas das competições anteriores, como a de que cada clube joga duas partidas com os outros participantes, sendo uma como mandante e outra como visitante; o clube vencedor do campeonato anual recebe uma taça, pela qual fica responsável, e terá possa definitiva da mesma aquele que for vencedor de três edições; o campeão é a equipe que somar mais pontos (a vitória vale dois pontos, e o empate, um ponto). Havendo empate no resultado final, disputa-se um jogo extra. Essa partida desempate terminar em empate, é feita uma prorrogação não superior a 30 minutos. Se terminada essa prorrogação continuar o empate, é marcada uma nova partida, e assim por diante.

## Tabela
03/5 AA Palmeiras  6-1  Ypiranga
12/5 Ypiranga      2-1  Germânia
14/5 AA Palmeiras  1-0  Paulistano
21/5 São Paulo AC  2-1  Germânia
28/5 São Paulo AC  5-3  AA Palmeiras
04/6 São Paulo AC  4-3  Americano
11/6 São Paulo AC  3-2  Paulistano
18/6 Americano     4-0  Ypiranga 
25/6 Germânia      1-4  Ypiranga
29/6 Americano     2-1  Paulistano
02/7 Paulistano    3-0  Germânia
09/7 Ypiranga      2-7  Americano
14/7 Paulistano    2-2  Ypiranga
16/7 Germânia      4-3*  AA Palmeiras
23/7 Ypiranga      0-3  Paulistano
20/8 Americano     2-2  São Paulo AC
27/8 Americano     7-2  Germânia
03/9 São Paulo AC  2-1  Ypiranga
17/9 Paulistano    2-1  São Paulo AC
24/9 Paulistano    2-3  Americano
01/10 Germânia      3-2  Paulistano
12/12 Ypiranga      1-2  São Paulo AC
22/10 Germânia      0-2  São Paulo AC
29/10 Germânia      2-1  Americano
*Após este jogo, a AA das Palmeiras pediu a anulação do confronto, alegando que o jogador Baungartner (do Germânia) atuou de forma irregular. Como a LPF homologou o resultado, o time da Chácara da Floresta desistiu da competição.

## Classificação final
| Classificação - Final | Classificação - Final  | Classificação - Final | Classificação - Final | Classificação - Final | Classificação - Final | Classificação - Final | Classificação - Final | Classificação - Final | Classificação - Final |
| Time | Time                   | PG                    | J                     | V                     | E                     | D                     | GP                    | GC                    | SG                    |
| --- | ---------------------- | --------------------- | --------------------- | --------------------- | --------------------- | --------------------- | --------------------- | --------------------- | --------------------- |
| 1 | São Paulo Athletic     | 15                    | 9                     | 7                     | 1                     | 1                     | 23                    | 15                    | 8                     |
| 2 | Americano              | 11                    | 8                     | 5                     | 1                     | 2                     | 29                    | 15                    | 14                    |
| 3 | Paulistano             | 7                     | 9                     | 3                     | 1                     | 5                     | 17                    | 15                    | 2                     |
| 4 | Germânia               | 6                     | 9                     | 3                     | 0                     | 6                     | 14                    | 26                    | - 12                  |
| 5 | Ypiranga               | 5                     | 9                     | 2                     | 1                     | 6                     | 13                    | 28                    | - 15                  |
| 6 | Atlética das Palmeiras | 4                     | 4                     | 2                     | 0                     | 2                     | 13                    | 10                    | 3                     |
| PG - pontos ganhos; J - jogos; V - vitórias; E - empates; D - derrotas; GP - gols pró; GC - gols contra; SG - saldo de gols |                        |                       |                       |                       |                       |                       |                       |                       |                       |

|  |                        |
|  | Campeão da LPF de 1911 |
|  | Abandonou a disputa    |

## Premiação
| Campeão Paulista de 1911       |
| ------------------------------ |
| SÃO PAULO ATHLETIC (4º título) |